# Proasellus faesulanus
Proasellus faesulanus är en kräftdjursart som beskrevs av Messana och Caselli 1995. Proasellus faesulanus ingår i släktet Proasellus och familjen sötvattensgråsuggor. Inga underarter finns listade i Catalogue of Life.